# 日本シェアリングネイチャー協会
公益社団法人日本シェアリングネイチャー協会（にほんシェアリングネイチャーきょうかい）は、東京都新宿区に本部を置く公益法人。

## 概要
日本シェアリングネイチャー協会の目的は、シェアリングネイチャー活動を普及することにより、人が自然を尊重し共生する社会の実現を目指すこと。そのために、「体験会と情報提供」「指導者養成」のふたつの柱をもって事業を展開する。これらの事業の目標は「自然とふれあう楽しさを感じ、自然から学ぶよろこびを知り、自然との一体感により生まれる心の平安をみいだす人を育むこと」である。

## 沿革
- 1997年（平成9年）8月18日　社団法人日本ネイチャーゲーム協会設立
- 2013年（平成25年）4月1日　公益社団法人日本シェアリングネイチャー協会に団体名変更

## 組織
日本国内の各都道府県に地域組織として、47都道府県に「都道府県シェアリングネイチャー協会」を設置する。その下に、市町村単位などで活動をするネイチャーゲーム指導員の有志による地域の会（シェアリングネイチャーの会／ネイチャーゲームの会）がある。

## 会員
2015年3月時点、会員は約1万人あり、そのほとんどが、ネイチャーゲームリーダーをはじめとした、ネイチャーゲーム指導員資格を有する。

## ネイチャーゲームとの関係
- 日本シェアリングネイチャー協会は、ネイチャーゲームの創始者であるジョセフ・コーネルとのライセンス契約に基づき、日本国内でのシェアリングネイチャー（ネイチャーゲーム）の普及を行っている。
- ネイチャーゲーム指導員養成講座は、全国で年間約60会場で開催している。毎年1,000人前後の新しいネイチャーゲーム指導員（リーダー）を養成する。